# Leptogaster vorax
Leptogaster vorax là một loài ruồi trong họ Asilidae. Leptogaster vorax được Curran miêu tả năm 1934. Loài này phân bố ở vùng Tân nhiệt đới.